# Вікірозмітка
Вікіро́змітка, або вікіте́кст — полегшена мова розмітки, яку використовують для запису сторінки у вікісайти, як-от Вікіпедія, а також є спрощеною альтернативою та проміжною ланкою до HTML. Кінцевим призначенням вікірозмітки є перетворення на HTML, яка, своєю чергою, відображається у веббраузерах.
Не існує загальноприйнятого стандарту мови розмітки вікі. Граматика, структура, цілісність, ключові слова тощо залежать від конкретного програмного забезпечення вікі, яке використовують на конкретних вебсайтах. Наприклад, в усіх мовах розмітки вікі є простий спосіб гіперпосилання на інші сторінки в межах сайту, але є кілька різних конвенцій синтаксису для цих зв'язків. Багато вікі, особливо ранніх, уживали ВікіРегістр (англ. CamelCase), щоб позначати слова, які повинні автоматично пов'язуватися між собою. У MediaWiki ця конвенція була замінена на нотацію [[...]], яку Вікіпедія називає «вільні посилання».
Різні Wiki-програми можуть використовувати різні набори HTML-тегів у рамках вікітексту. У деяких випадках допустимі HTML-теги можуть бути налаштовані на окремих сайтах Wiki. MediaWiki підтримує багато загальних тегів HTML.

## Стандартизація
Creole — спроба визначити «спільну мову розмітки вікі, яку будуть використовувати в різних вікі». Є кілька рушіїв вікі, де втілено Creole. Версія 1.0 специфікації була випущена в липні 2007 року. Цей стандарт не підтримується з боку MediaWiki.